# D42 (hunebed)
Hunebed D42 ligt aan de westzijde van de Emmer- of Schimmer esch nabij Emmen in de Nederlandse provincie Drenthe. Het hunebed ligt aan de zuidoostrand van het Schietbaanbos op een terrein met als naam Stien Camp (stenenveld). Midden in het hunebed bevindt zich een zware eikenboom.

## Bouw
Het hunebed wordt toegeschreven aan de trechterbekercultuur.
Het hunebed behoort tot de grootste in Nederland. Dit hunebed is het enige hunebed in Nederland met drie paar poortzijstenen. Oorspronkelijk had het negen dekstenen, waarvan nog vier overgebleven zijn. Ook zijn zeven draagstenen en een sluitsteen verdwenen.
Het hunebed is 16,8 meter lang en 4,5 meter breed.

## Geschiedenis
Het hunebed wordt vermeld op de Hottingerkaart (1788-1792).
In 1871 kocht de Staat der Nederlanden dit hunebed van K. Ensink (cum suis).
Van Giffen beschrijft het hunebed als "onvolledig en sterk gehavend".
Het hunebed is in 1960 archeologisch onderzocht en gerestaureerd door de hoogleraar Albert van Giffen. In 1965 legde Van Giffen de extractiekuilen van de ingangspartij bloot en vond hierbij een bronzen scheermes uit de Midden Bronstijd.
De inhoud van het hunebed is nooit wetenschappelijk onderzocht.

## Society of Antiquaries[7]
In Engeland ontstond in de jaren zeventig van de 19e eeuw bezorgdheid over de wijze waarop in Nederland hunebedden werden gerestaureerd. In die kringen was men vooral bezorgd dat met de restauraties het oorspronkelijk beeld van de situatie verloren zou gaan. De directeur van de Society of Antiquaries in Londen verzocht de oudheidkundigen William Collings Lukis en sir Henry Dryden om de staat waarin de hunebedden zich op dat moment bevonden nauwkeurig vast te leggen. Zij bezochten in juli 1878 Drenthe en brachten veertig hunebedden op de Hondsrug in kaart. Ze hebben opmetingen verricht en beschreven de aangetroffen situatie, die zij tevens vastlegden in een serie aquarellen. Hun rapportage aan de Society of Antiquaries verscheen echter niet in druk. Hun materiaal werd bewaard bij de Society of Antiquaries, het Guernsey Museum & Art Gallery en het Drents Museum. Het Ashmolean Museum in Oxford bezit kopieën van hun werk. In 2015 publiceerde de Drentse archeoloog dr. Wijnand van der Sanden alsnog hun werk. Hij voorzag hun materiaal van een uitgebreide inleiding. Ook schetste hij de ontwikkelingen met betrekking tot het archeologisch onderzoek van de hunebedden na hun onderzoek tot 2015. Hij gaf als oordeel dat het werk van Lukis en Dryden van hoge kwaliteit was. In het Drents Museum was in 2015 een tentoonstelling over het werk.
Hunebed D42 is weergegeven op Plan XXXVI: Er waren nog vier dekstenen aanwezig, oorspronkelijk waren er zes. Er lag nog één deksteen op draagstenen, de andere dekstenen waren verplaatst. Er waren nog elf draagstenen aanwezig, drie dekstenen waren omgevallen. Er waren nog resten van de dekheuvel. Planten groeiden rond het hunebed, waardoor delen niet zichtbaar waren.